# Kurt Engl
Kurt Engl (Schwarzach im Pongau, 19 gennaio 1979) è un ex sciatore alpino austriaco.

## Biografia

### Stagioni 1995-1999
Specialista delle prove tecniche nato a Schwarzach im Pongau e originario di Dorfgastein, Engl debuttò in gare FIS nel dicembre del 1994 e in Coppa Europa il 10 gennaio 1997, senza concludere lo slalom speciale di Donnersbachwald. Nel 1998 ai Mondiali juniores del Monte Bianco si aggiudicò la medaglia d'argento nella combinata e quella di bronzo nello slalom speciale.
Nella rassegna iridata giovanile di Pra Loup 1999 vinse la medaglia d'oro nella combinata e quella d'argento nella discesa libera e nello slalom speciale; sempre nel 1999 in Coppa Europa si classificò 3º nella classifica di slalom speciale, specialità nella quale colse anche il suo unico successo nel circuito, nonché primo podio, il 1º marzo a Kiruna.

### Stagioni 2000-2008
In Coppa del Mondo esordì il 16 gennaio 2000 nello slalom speciale di Wengen, senza concludere la gara; il 15 dicembre 2001 colse a Pozza di Fassa nella medesima specialità il suo ultimo podio in Coppa Europa, mentre in Coppa del Mondo il suo miglior risultato in carriera fu il 5º posto ottenuto a Sankt Anton am Arlberg il 15 febbraio 2004, sempre in slalom speciale.
Nel 2005 fu convocato per la combinata dei Mondiali di Bormio/Santa Caterina Valfurva, sua unica presenza iridata, dove non portò a termine la gara. Si ritirò nel 2008: la sua ultima gara in Coppa del Mondo fu lo slalom speciale disputato a Kitzbühel il 20 gennaio e l'ultima in carriera lo slalom speciale di Coppa Europa del 26 gennaio a Pozza di Fassa; in entrambi i casi non completò la prova.

## Palmarès

### Mondiali juniores
- 5 medaglie:
  - 1 oro (combinata a Pra Loup 1999)
  - 3 argenti (combinata a Monte Bianco 1998; discesa libera, slalom speciale a Pra Loup 1999)
  - 1 bronzo (slalom speciale a Monte Bianco 1998)

### Coppa del Mondo
- Miglior piazzamento in classifica generale: 61º nel 2004 e nel 2005

### Coppa Europa
- Miglior risultato in classifica generale: 17º nel 1999
- 3 podi:
  - 1 vittoria
  - 1 secondo posto
  - 1 terzo posto

#### Coppa Europa - vittorie
| Data          | Località | Paese  | Specialità |
| ------------- | -------- | ------ | ---------- |
| 1º marzo 1999 | Kiruna   | Svezia | SL         |

Legenda:

SL = slalom speciale

### Australia New Zealand Cup
- 1 podio:
  - 1 terzo posto

### Campionati austriaci
- 4 medaglie[2]:
  - 2 ori (combinata nel 2000; slalom speciale nel 2001)
  - 2 argenti (combinata nel 2001; slalom speciale nel 2004)

### Campionati austriaci juniores
- 14 medaglie[1]:
  - 6 ori (slalom speciale, combinata nel 1996; supergigante, combinata nel 1998; slalom gigante, slalom speciale nel 1999)
  - 6 argenti (discesa libera, supergigante, slalom gigante nel 1996; discesa libera, slalom speciale nel 1996; combinata nel 1999)
  - 2 bronzi (discesa libera nel 1997; supergigante nel 1999)